# Przykona
Przykona (deutsch Przykona, 1943–1945 Pricken) ist ein Dorf und Sitz der gleichnamigen Landgemeinde im Powiat Turecki der Wojewodschaft Großpolen in Polen.

## Gemeinde
Zur Landgemeinde Przykona gehören 18 Ortsteile mit einem Schulzenamt:
| Bądków Drugi Bądków Pierwszy Boleszczyn Dąbrowa Ewinów Gąsin | Kaczki Plastowe Laski Olszówka Posoka Przykona (1939–1945 Pricken) Psary (1939–1945 Hundshagen) | Radyczyny Rogów Sarbice Smulsko Wichertów Żeroniczki (1939–1945 Scheronitz) |

Weitere Ortschaften der Gemeinde sind Aleksandrów, Jakubka, Jeziorko, Józefina, Młyniska, Paulinów, Radyczyny-Kolonia, Słomów Kościelny, Trzymsze und Zimotki.